# Пролетно северноамериканско турне на Лед Зепелин (1970)
Пролетното северноамериканско турне на Лед Зепелин е петото ‘Американско’ (САЩ и Канада) турне на Английската рок-група Лед Зепелин между 21 март и 18 април 1970 г. То започва само седмица след предишното, Европейско, турне на групата.

## История
В много отношения тази обиколка е огромен успех за групата, инкасираща приход от 1 200 000 долара. Във Ванкувър и Монреал са отбелязани нови рекорди за посещаемост на техни концерти. Лед Зепелин са обявени за почетни граждани на Мемфис.
Серията концерти е свързана и с някои неприятни инциденти по отношение сигурността на събитията, което опорочава турнето. По това време в САЩ има множество демонстрации против войната във Виетнам и ескалацията на гражданско напрежение е много висока. В някои градове на групата е отказан достъп до места за хранене, а в Тексас Цепелин са били заплашени с пистолет.
Тези събития вдъхновяват Робърт Плант за текста на „That’s the way“ от предстоящия Led Zeppelin III, написана в любимата му „Bron-Yr-Aur“ (Уелс).
На едно от летищата в Канада е открадната китарата на Пейдж 1960 Gibson Les Paul „Black Beauty“. Въпреки последвалите опити с обяви в списания и възнаграждения, тя никога не се завръща при собственика си!
Първоначално, да открият концертите на групата, са ангажирани шотландците Stone the Crows (менажирани в миналото от Питър Грант), но впоследствие идеята е отхвърлена и в следващите турнета Лед Зепелин са без съпорт на техните шоута.
Последната изява в Лас Вегас е отменена заради проблеми с гласа на Плант.

## Сетлист
- We're Gonna Groove
- I Can't Quit You Baby (на 21 и 25 март)
- Dazed and Confused
- Heartbreaker
- Bring It On Home
- White Summer / Black Mountain Side
- Since I've Been Loving You
- Organ Solo / Thank You
- What Is and What Should Never Be
- Moby Dick
- How Many More Times

Бисове:
- Whole Lotta Love
- Communication Breakdown

## Концерти
| Дата             | Град           | Държава | Място                              |
| ---------------- | -------------- | ------- | ---------------------------------- |
| 21 март 1970 г.  | Ванкувър       | Канада  | Pacific Coliseum                   |
| 22 март 1970 г.  | Сиатъл         | САЩ     | Seattle Center Coliseum            |
| 23 март 1970 г.  | Портланд       | САЩ     | Memorial Coliseum                  |
| 25 март 1970 г.  | Денвър         | САЩ     | Denver Auditorium Arena            |
| 26 март 1970 г.  | Солт Лейк Сити | САЩ     | Salt Palace                        |
| 27 март 1970 г.  | Ингълуд        | САЩ     | The Forum                          |
| 28 март 1970 г.  | Далас          | САЩ     | Memorial Auditorium                |
| 29 март 1970 г.  | Хюстън         | САЩ     | Hofheinz Pavilion                  |
| 30 март 1970 г.  | Питсбърг       | САЩ     | Civic Arena                        |
| 31 март 1970 г.  | Филаделфия     | САЩ     | The Spectrum                       |
| 1 април 1970 г.  | Бостън         | САЩ     | Boston Garden                      |
| 2 април 1970 г.  | Чарлстън       | САЩ     | Charleston Civic Center            |
| 4 април 1970 г.  | Индианаполис   | САЩ     | Indiana State Fairgrounds Coliseum |
| 5 април 1970 г.  | Балтимор       | САЩ     | Baltimore Civic Center             |
| 7 април 1970 г.  | Шарлът         | САЩ     | Charlotte Coliseum                 |
| 8 април 1970 г.  | Ралей          | САЩ     | Dorton Auditorium                  |
| 9 април 1970 г.  | Тампа          | САЩ     | Curtis Hixon Hall                  |
| 10 април 1970 г. | Маями Бийч     | САЩ     | Miami Beach Convention Center      |
| 11 април 1970 г. | Сейнт Луис     | САЩ     | Kiel Auditorium                    |
| 12 април 1970 г. | Блумингтън     | САЩ     | Met Center                         |
| 13 април 1970 г. | Монреал        | Канада  | Montreal Forum                     |
| 14 април 1970 г. | Отава          | Канада  | Ottawa Civic Centre                |
| 16 април 1970 г. | Евансвил       | САЩ     | Roberts Municipal Stadium          |
| 17 април 1970 г. | Мемфис         | САЩ     | Mid-South Coliseum                 |
| 18 април 1970 г. | Финикс         | САЩ     | Arizona Coliseum                   |